# Flori Mumajesi
Flori Mumajesi, även känd som Flori, född 23 augusti 1982, är en albansk sångare, DJ och musikproducent.

## Karriär
Flori är mest känd för sina produktioner åt kända albanska sångare som Elvana Gjata, Fugaa, Greta Koçi, Nora Istrefi och Aurela Gaçe. Han deltog vid Balkan Music Awards både år 2010, då själv med låten "Playback".
År 2011 deltog han i Top Fest med låten "Tallava" som innehöll inslag av romsk musik.

## Privatliv
Flori hade tidigare ett förhållande med sångerskan Soni Malaj. År 2007 sjöng de en duetten "Fluturimi 3470" tillsammans i Kënga Magjike. De slutade på en andra plats bakom Aurela Gaçe med låten "Hape veten". 

## Diskografi

### Album
- 2011 – Detaj

### Singlar
- 2007 – "Fluturimi 3470" (feat. Soni Malaj)
- 2010 – "Playback"
- 2010 – "Crazy Girl"
- 2011 – "Tallava"
- 2011 – "Tequila vava"
- 2011 – "Kudo që jam" (feat. Elvana Gjata)
- 2012 – "Me zemër"
- 2012 – "Gjithë jetën"
- 2012 – "Sonte"
- 2013 – "Pa jetë"